# Temporada da NFL de 1996
A Temporada de 1996 da NFL foi a 77ª temporada regular da National Football League. Foi a primeira temporada do Baltimore Ravens na liga, substituindo o Cleveland Browns - que voltaria à liga em 1999, como parte da negociação com a cidade de Cleveland para realocar o antigo time.
A temporada se encerrou no Super Bowl XXXI, quando o Green Bay Packers, de Brett Favre, derrotou o New England Patriots, por 35 a 21.

## Classificação
V = Vitórias, D = Derrotas, E = Empates, PCT = porcentagem de vitórias, PF= Pontos feitos, PS = Pontos sofridos
Classificados para os playoff estão marcados em verde
| AFC East                 |    |    |   |      |     |     |
| Time                     | V  | D  | E | PCT  | PF  | PS  |
| (2) New England Patriots | 11 | 5  | 0 | .688 | 418 | 313 |
| (4) Buffalo Bills        | 10 | 6  | 0 | .625 | 319 | 266 |
| (6) Indianapolis Colts   | 9  | 7  | 0 | .563 | 317 | 334 |
| Miami Dolphins           | 8  | 8  | 0 | .500 | 339 | 325 |
| New York Jets            | 1  | 15 | 0 | .063 | 279 | 454 |
| AFC Central              |    |    |   |      |     |     |
| Time                     | V  | D  | E | PCT  | PF  | PS  |
| (3) Pittsburgh Steelers  | 10 | 6  | 0 | .625 | 344 | 257 |
| (5) Jacksonville Jaguars | 9  | 7  | 0 | .563 | 325 | 335 |
| Cincinnati Bengals       | 8  | 8  | 0 | .500 | 372 | 369 |
| Houston Oilers           | 8  | 8  | 0 | .500 | 345 | 319 |
| Baltimore Ravens         | 4  | 12 | 0 | .250 | 371 | 441 |
| AFC West                 |    |    |   |      |     |     |
| Time                     | V  | D  | E | PCT  | PF  | PS  |
| (1) Denver Broncos       | 13 | 3  | 0 | .813 | 391 | 275 |
| Kansas City Chiefs       | 9  | 7  | 0 | .563 | 297 | 300 |
| San Diego Chargers       | 8  | 8  | 0 | .500 | 310 | 376 |
| Oakland Raiders          | 7  | 9  | 0 | .438 | 340 | 293 |
| Seattle Seahawks         | 7  | 9  | 0 | .438 | 317 | 376 |

| NFC East                |    |    |   |      |     |     |
| Time                    | V  | D  | E | PCT  | PF  | PS  |
| (3) Dallas Cowboys      | 10 | 6  | 0 | .625 | 286 | 250 |
| (5) Philadelphia Eagles | 10 | 6  | 0 | .625 | 363 | 341 |
| Washington Redskins     | 9  | 7  | 0 | .563 | 364 | 312 |
| Arizona Cardinals       | 7  | 9  | 0 | .438 | 300 | 397 |
| New York Giants         | 6  | 10 | 0 | .375 | 242 | 297 |
| NFC Central             |    |    |   |      |     |     |
| Time                    | V  | D  | E | PCT  | PF  | PS  |
| (1) Green Bay Packers   | 13 | 3  | 0 | .813 | 456 | 210 |
| (6) Minnesota Vikings   | 9  | 7  | 0 | .563 | 298 | 315 |
| Chicago Bears           | 7  | 9  | 0 | .438 | 283 | 305 |
| Tampa Bay Buccaneers    | 6  | 10 | 0 | .375 | 221 | 293 |
| Detroit Lions           | 5  | 11 | 0 | .313 | 302 | 368 |
| NFC West                |    |    |   |      |     |     |
| Time                    | V  | D  | E | PCT  | PF  | PS  |
| (2) Carolina Panthers   | 12 | 4  | 0 | .750 | 367 | 218 |
| (4) San Francisco 49ers | 12 | 4  | 0 | .750 | 398 | 257 |
| St. Louis Rams          | 6  | 10 | 0 | .375 | 303 | 409 |
| Atlanta Falcons         | 3  | 13 | 0 | .188 | 309 | 461 |
| New Orleans Saints      | 3  | 13 | 0 | .188 | 229 | 339 |

### Desempate
- Jacksonville garantiu a segunda vaga de Wild Card da AFC, na frente de Indianapolis e Kansas City, baseado na melhor campanha contra times da conferência (7-5 contra 6-6 do Colts e 5-7 do Chiefs).
- Indianapolis ficou com a terceira vaga de Wild Card da AFC devido à vantagem em confrontos diretos contra o Kansas City(1-0).
- Cincinnati terminou à frente do Houston na divisão AFC Central por causa de uma melhor saldo de pontos em confrontos com times da divisão (19 a 11).
- Oakland ficou à frente do Seattle na AFC West porque obteve uma melhor campanha dentro da divisão (3-5 contra 2-6).
- Dallas vence a NFC East por ter tido uma melhor campanha contra oponentes em comum quando comparado ao Philadelphia (8-5 contra 7-6).
- Minnesota foi o terceiro  Wild Card da NFC, por ter tido um recorde dentro da conferência melhor que o Washington (8-4 contra 6-6).
- Carolina terminou à frente do San Francisco na NFC West por ter vencido os dois confrontos diretos entre os times.
- Atlanta terminou à frente do New Orleans na NFC West por ter vencido os dois confrontos diretos entre os times.

## Playoffs
|  | Jogos de Wild Card | Jogos de Wild Card | Jogos de Wild Card |             |              | Playoffs de divisão | Playoffs de divisão | Playoffs de divisão |    |  | Finais de conferência | Finais de conferência | Finais de conferência |    |  | Super Bowl XXXI | Super Bowl XXXI | Super Bowl XXXI |
|  |                    |                    |                    |             |              |                     |                     |                     |    |  |                       |                       |                       |    |  |                 |                 |                 |
|  | 5                  | Jacksonville       | 30                 |             |              |                     |                     |                     |    |  |                       |                       |                       |    |  |                 |                 |                 |
|  | 4                  | Buffalo            | 27                 |             |              |                     |                     |                     |    |  |                       |                       |                       |    |  |                 |                 |                 |
|  | 4                  | Buffalo            | 27                 |             | 5            | Jacksonville        | 30                  |                     |    |  |                       |                       |                       |    |  |                 |                 |                 |
|  |                    |                    |                    |             | 5            | Jacksonville        | 30                  |                     |    |  |                       |                       |                       |    |  |                 |                 |                 |
|  |                    |                    | 1                  | Denver      | 27           |                     |                     |                     |    |  |                       |                       |                       |    |  |                 |                 |                 |
|  |                    |                    | 1                  | Denver      | 27           |                     |                     |                     |    |  |                       |                       |                       |    |  |                 |                 |                 |
|  |                    |                    |                    |             |              |                     |                     |                     |    |  |                       |                       |                       |    |  |                 |                 |                 |
|  |                    |                    |                    |             |              |                     |                     |                     |    |  |                       |                       |                       |    |  |                 |                 |                 |
|  |                    |                    |                    |             |              |                     | 5                   | Jacksonville        | 6  |  |                       |                       |                       |    |  |                 |                 |                 |
|  | AFC                |                    |                    |             |              |                     | 5                   | Jacksonville        | 6  |  |                       |                       |                       |    |  |                 |                 |                 |
|  |                    | 2                  | New England        | 20          |              |                     |                     |                     |    |  |                       |                       |                       |    |  |                 |                 |                 |
|  | 6                  | 2                  | New England        | 20          | Indianapolis | 14                  |                     |                     |    |  |                       |                       |                       |    |  |                 |                 |                 |
|  | 6                  |                    |                    |             | Indianapolis | 14                  |                     |                     |    |  |                       |                       |                       |    |  |                 |                 |                 |
|  | 3                  | Pittsburgh         | 42                 |             |              |                     |                     |                     |    |  |                       |                       |                       |    |  |                 |                 |                 |
|  | 3                  | Pittsburgh         | 42                 |             | 3            | Pittsburgh          | 3                   |                     |    |  |                       |                       |                       |    |  |                 |                 |                 |
|  |                    |                    |                    |             | 3            | Pittsburgh          | 3                   |                     |    |  |                       |                       |                       |    |  |                 |                 |                 |
|  |                    |                    | 2                  | New England | 28           |                     |                     |                     |    |  |                       |                       |                       |    |  |                 |                 |                 |
|  |                    |                    | 2                  | New England | 28           |                     |                     |                     |    |  |                       |                       |                       |    |  |                 |                 |                 |
|  |                    |                    |                    |             |              |                     |                     |                     |    |  |                       |                       |                       |    |  |                 |                 |                 |
|  |                    |                    |                    |             |              |                     |                     |                     |    |  |                       |                       |                       |    |  |                 |                 |                 |
|  |                    |                    |                    |             |              |                     |                     |                     |    |  |                       | A2                    | New England           | 21 |  |                 |                 |                 |
|  |                    |                    |                    |             |              |                     |                     |                     |    |  |                       |                       |                       |    |  |                 |                 |                 |
|  |                    | N1                 | Green Bay          | 35          |              |                     |                     |                     |    |  |                       |                       |                       |    |  |                 |                 |                 |
|  | 6                  | N1                 | Green Bay          | 35          | Minnesota    | 15                  |                     |                     |    |  |                       |                       |                       |    |  |                 |                 |                 |
|  | 6                  |                    |                    |             | Minnesota    | 15                  |                     |                     |    |  |                       |                       |                       |    |  |                 |                 |                 |
|  | 3                  | Dallas             | 40                 |             |              |                     |                     |                     |    |  |                       |                       |                       |    |  |                 |                 |                 |
|  | 3                  | Dallas             | 40                 |             | 3            | Dallas              | 17                  |                     |    |  |                       |                       |                       |    |  |                 |                 |                 |
|  |                    |                    |                    |             | 3            | Dallas              | 17                  |                     |    |  |                       |                       |                       |    |  |                 |                 |                 |
|  |                    |                    | 2                  | Carolina    | 26           |                     |                     |                     |    |  |                       |                       |                       |    |  |                 |                 |                 |
|  |                    |                    | 2                  | Carolina    | 26           |                     |                     |                     |    |  |                       |                       |                       |    |  |                 |                 |                 |
|  |                    |                    |                    |             |              |                     |                     |                     |    |  |                       |                       |                       |    |  |                 |                 |                 |
|  |                    |                    |                    |             |              |                     |                     |                     |    |  |                       |                       |                       |    |  |                 |                 |                 |
|  |                    |                    |                    |             |              |                     | 2                   | Carolina            | 13 |  |                       |                       |                       |    |  |                 |                 |                 |
|  | NFC                |                    |                    |             |              |                     | 2                   | Carolina            | 13 |  |                       |                       |                       |    |  |                 |                 |                 |
|  |                    | 1                  | Green Bay          | 30          |              |                     |                     |                     |    |  |                       |                       |                       |    |  |                 |                 |                 |
|  | 5                  | 1                  | Green Bay          | 30          | Philadelphia | 0                   |                     |                     |    |  |                       |                       |                       |    |  |                 |                 |                 |
|  | 5                  |                    |                    |             | Philadelphia | 0                   |                     |                     |    |  |                       |                       |                       |    |  |                 |                 |                 |
|  | 4                  | San Francisco      | 14                 |             |              |                     |                     |                     |    |  |                       |                       |                       |    |  |                 |                 |                 |
|  | 4                  | San Francisco      | 14                 |             | 4            | San Francisco       | 14                  |                     |    |  |                       |                       |                       |    |  |                 |                 |                 |
|  |                    |                    |                    |             | 4            | San Francisco       | 14                  |                     |    |  |                       |                       |                       |    |  |                 |                 |                 |
|  |                    |                    | 1                  | Green Bay   | 35           |                     |                     |                     |    |  |                       |                       |                       |    |  |                 |                 |                 |
|  |                    |                    | 1                  | Green Bay   | 35           |                     |                     |                     |    |  |                       |                       |                       |    |  |                 |                 |                 |
|  |                    |                    |                    |             |              |                     |                     |                     |    |  |                       |                       |                       |    |  |                 |                 |                 |

### AFC
- Wild-Card: JACKSONVILLE 30, Buffalo 27; PITTSBURGH 42, Indianapolis 14
- Divisional: JACKSONVILLE 30, Denver 27; NEW ENGLAND 28, Pittsburgh 3
- Final da AFC: NEW ENGLAND 20, Jacksonville 6 , Foxboro Stadium, Foxborough, Massachusetts, 12 de janeiro de 1997

### NFC
- Wild-Card: DALLAS 40, Minnesota 15; SAN FRANCISCO 14, Philadelphia 0
- Divisional: GREEN BAY 35, San Francisco 14; CAROLINA 26, Dallas 17
- Final da NFC: GREEN BAY 30, Carolina 13 at Lambeau Field, Green Bay, Wisconsin, 12 de janeiro de 1997

### Super Bowl
- Super Bowl XXXI: Green Bay (NFC) 35, New England (AFC) 21, Louisiana Superdome, New Orleans, Louisiana, 26 de janeiro de 1997

## Líderes em Estatísticas

### Time
| Pontos marcados                             | Green Bay Packers (456)      |
| Total de jardas ganhas                      | Denver Broncos (5,791)       |
| Jardas ganhas por corridas                  | Denver Broncos (2,362)       |
| Jardas ganhas por passes                    | Jacksonville Jaguars (4,110) |
| Menos pontos sofridos                       | Green Bay Packers (210)      |
| Menos jardas concedidas                     | Green Bay Packers (4,156)    |
| Menos jardas ganhas por corridas concedidas | Denver Broncos (1,331)       |
| Menos jardas ganhas por passe concedidas    | Green Bay Packers (2,740)    |

### Individual
| Pontos                  | John Kasay, Carolina (145 pontos)                  |
| Touchdowns              | Terry Allen, Washington (21 TDs)                   |
| Mais field goals feitos | John Kasay, Carolina (37 FGs)                      |
| Jardas terrestres       | Barry Sanders, Detroit (1.553 jardas)              |
| Rating                  | Steve Young, San Francisco                         |
| Passes para touchdowns  | Brett Favre, Green Bay (39 TDs)                    |
| Recepções               | Jerry Rice, San Francisco (108 recepções)          |
| Jardas recebidas        | Isaac Bruce, St. Louis (1,338)                     |
| Retorno de punt         | Desmond Howard, Green Bay (15.1 jardas de média)   |
| Retorno de Kickoff      | Michael Bates, Carolina (30.2 jardas de média)     |
| Interceptações          | Tyrone Braxton, Denver e Keith Lyle, St. Louis (9) |
| Punt                    | John Kidd, Miami (46.3 jardas de média)            |
| Sacks                   | Kevin Greene, Carolina (14.5 jardas de média)      |

## Prêmios
| Most Valuable Player (Jogador Mais Valiosos)                     | Brett Favre, Quarterback, Green Bay |
| NFL Coach of the Year (Treinador do Ano)                         | Dom Capers, Carolina                |
| NFL Offensive Player of the Year (Jogador Ofensivo do Ano)       | Terrell Davis, Running Back, Denver |
| NFL Defensive Player of the Year (Jogador Defensivo do Ano)      | Bruce Smith, Defensive End, Buffalo |
| NFL Offensive Rookie of the Year (Novato Ofensivo do Ano)        | Eddie George, Running Back, Houston |
| NFL Defensive Rookie of the Year Award (Novato Defensivo do Ano) | Simeon Rice, Defensive End, Arizona |